# Никольский Погост (Архангельская область)
Никольский Погост — деревня в Шенкурском районе Архангельской области. Входит в состав муниципального образования «Никольское».

## География
Деревня расположена в южной части Архангельской области, в таёжной зоне, в пределах северной части Русской равнины, в 10 километрах на северо-запад от города Шенкурска. Ближайшие населённые пункты: на юге деревня Медведевская, на востоке деревня Кузьминская, на юго-западе деревня Якуровская, на севере деревня Кузнецовская. В 1 километре от деревни проходит автомобильная дорога федерального значения М8 «Холмогоры».
Часовой пояс
Никольский Погост, как и вся Архангельская область, находится в часовой зоне МСК (московское время). Смещение применяемого времени относительно UTC составляет +3:00.

## Население
| 2002 | 2010 | 2012 |
| ---- | ---- | ---- |
| 44   | ↘28  | ↗35  |

## История
Хотя Велико-Николаевский приход упоминается впервые в 1661 году в грамоте Макария, митрополита Новгородского, на место нынешней деревни, в центр прихода, храмы были перенесены в 1866 году. До этого приход располагался на левом берегу реки Вага. В Никольском Погосте было два храма:
- Церковь Георгия Победоносца - Деревянная церковь с колокольней 1761-1763 годов постройки, перенесена на Никольский Погост в 1866 году. В советский период была закрыта, до настоящего времени не сохранилась[7].
- Церковь Иоанна Предтечи - Деревянная церковь 1780-1781 годов постройки, функционировала, как холодный храм прихода.

В погосте действовала церковно-приходская школа, которая размещалась в собственном здании. 
В «Списке населенных мест Архангельской губернии к 1905 году» Великониколаевский погостъ насчитывает 5 дворов, 5 мужчин и 8 женщин. В административном отношении поселение входило в состав Володимировского сельского общества Великониколаевской волости. Также указано, что здесь находилась церковь и школа.
На 1 мая 1922 года в поселении 14 дворов, 35 мужчин и 36 женщин.

## Достопримечательности
Церковь Николая Чудотворца и Иоанна Предтечи Объект культурного наследия № 2900574000  — Деревянная церковь, построенная в 1780-1781 годах. Перенесена с берега Ваги на нынешнее место в 1866 году.   Основной объём — четверик с широкой пятигранной апсидой завершён восьмериком с грушевидным куполом важского типа. С запада к церкви через небольшую трапезную примыкает четырёхъярусная колокольня под шпилем. В настоящее время заброшена и пустует.

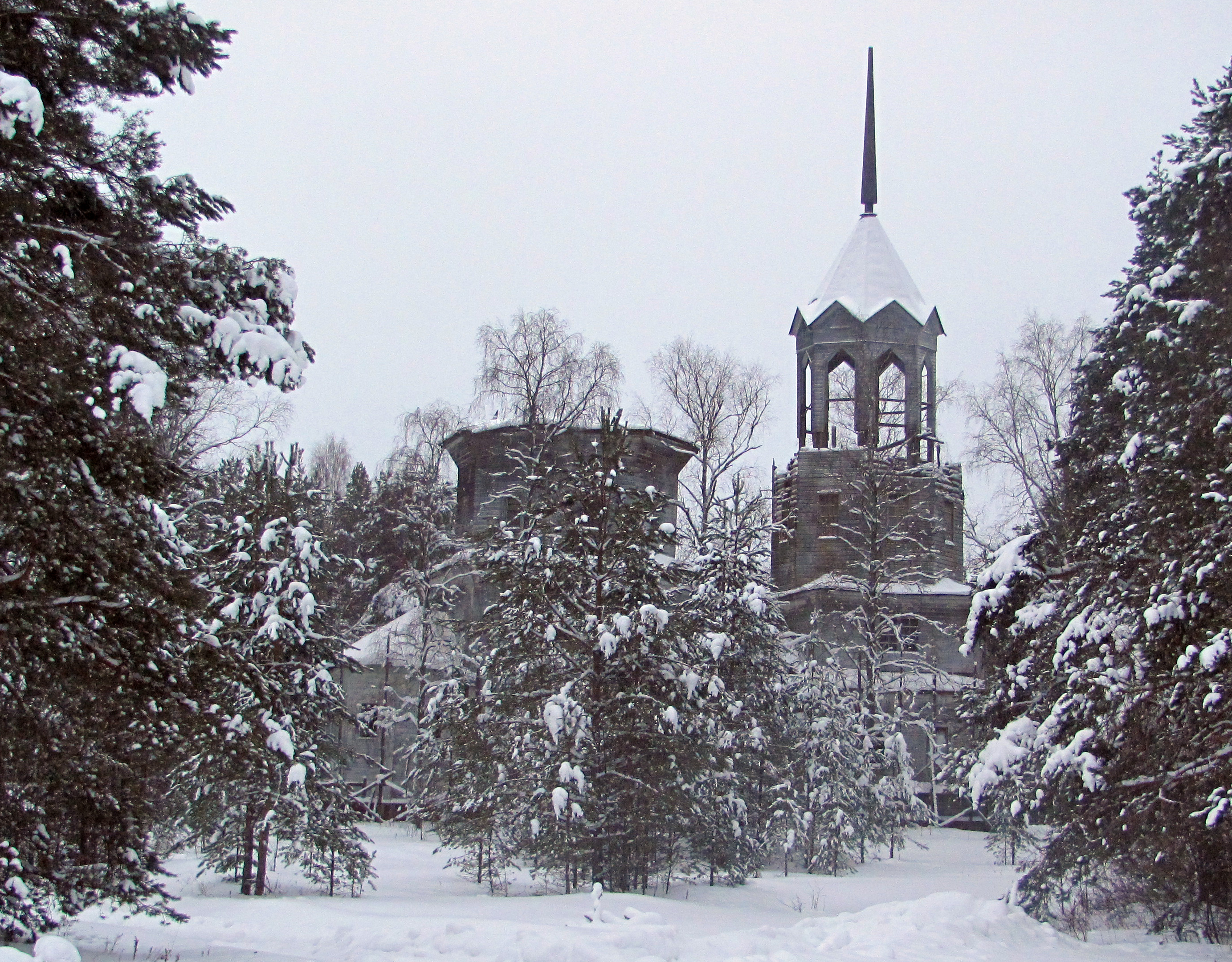
Церковь Иоана Предтечи 2 февраля 2014 года.
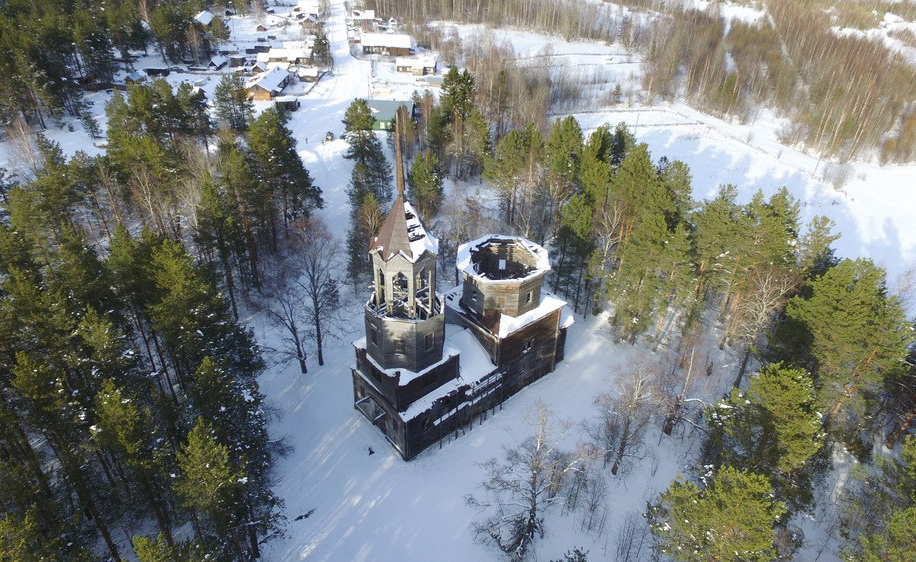
Вид на храм в апреле 2017 года.
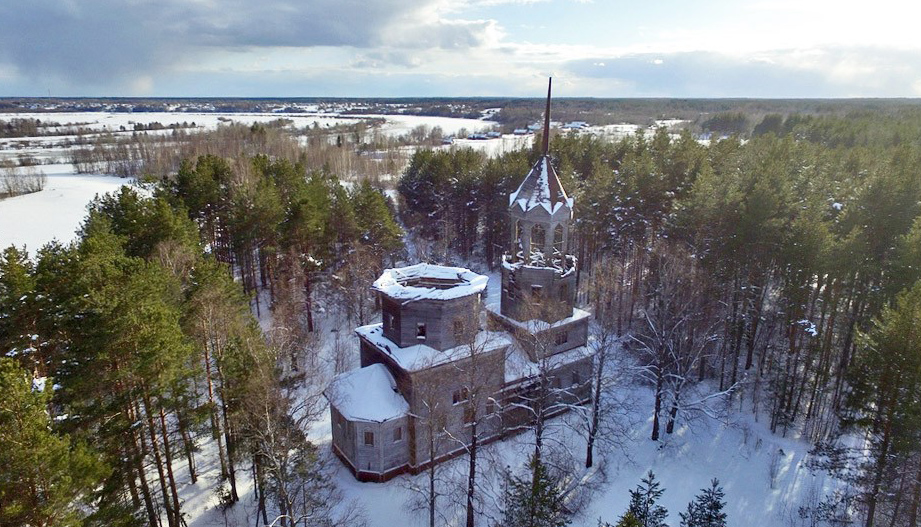
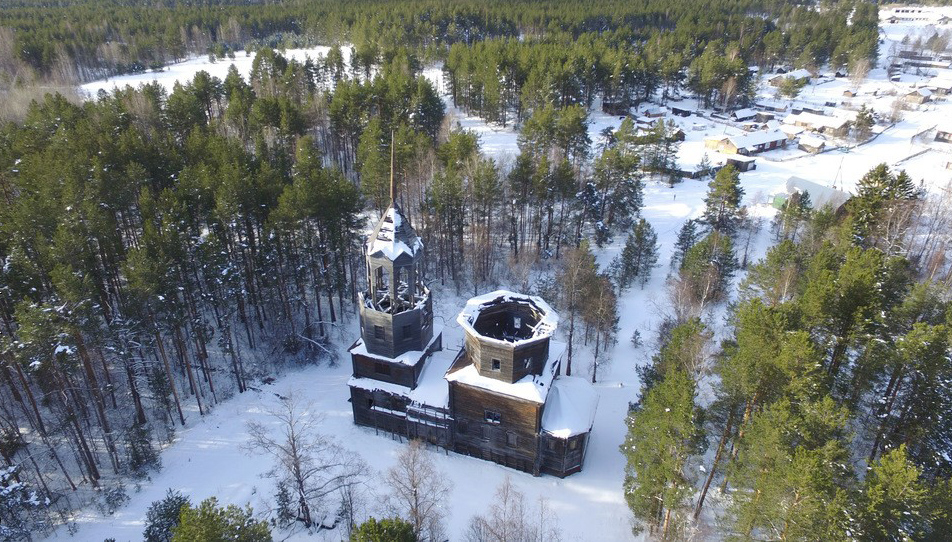
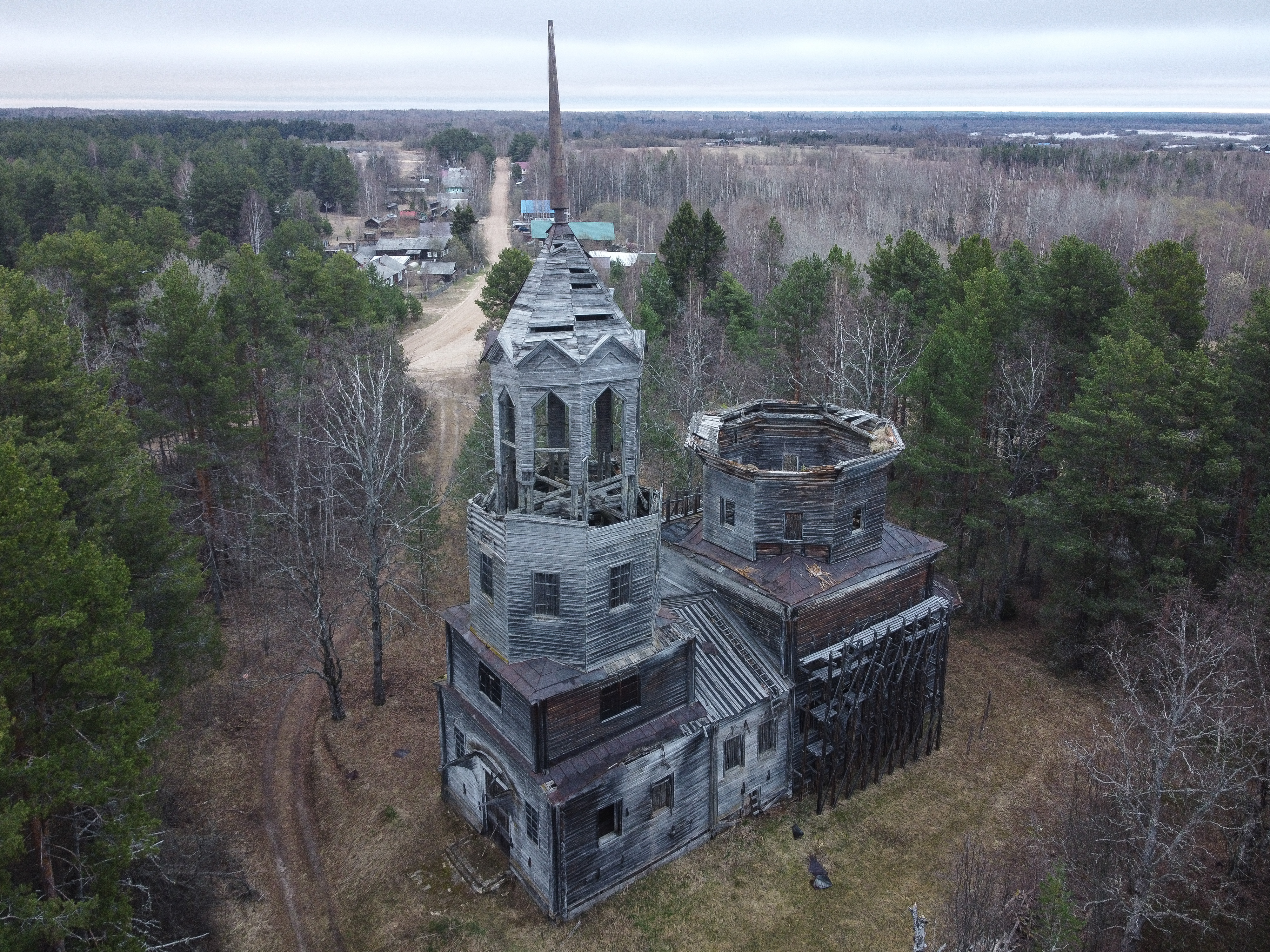
Состояние церкви в мае 2022 года.